# Heyersdorf
Heyersdorf est une commune allemande de l'est du land de Thuringe située dans l'arrondissement du Pays-d'Altenbourg.

## Géographie

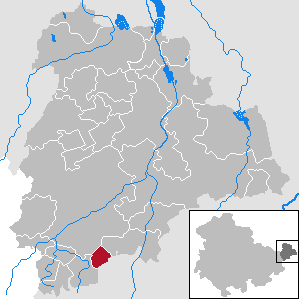
Situation de Heyersdorf dans l'arrondissement d'Altenbourg

Heyersdorf est située dans le sud de l'arrondissement, à la limite avec l'arrondissement de Zwickau, à 6 km au sud de Schmölln et à 18 km au sud d'Altenbourg.
La commune, la moins peuplée de l'arrondissement, est administrée par la ville de Gößnitz.
Communes limitrophes (en commençant par le nord et dans le sens des aiguilles d'une montre) : Schmölln, Ponitz, Crimmitschau et Thonhausen.

## Histoire
La première mention écrite du village date de 1296.

## Démographie
| 1869 | 1933 | 1939 | 2000 | 2005 | 2010 |
| ---- | ---- | ---- | ---- | ---- | ---- |
| 323  | 280  | 251  | 159  | 153  | 154  |